# Peter-Michael Pawlik
Peter-Michael Pawlik (* 1945 in Bremen) ist ein früherer deutscher Politiker (CDU) und Schifffahrtshistoriker.

## Biografie
Pawlik studierte Jura und promovierte 1974 an der Universität Münster mit dem Thema Die rechtliche Struktur von Freihäfen und Hafenfreizonen : eine vergl. Darst. v. Aufbau u. Ausgestaltung d. z. Zt. bestehenden Freihäfen u. Hafenfreizonen in Seehäfen, verbunden m. Überblicken über ihre geschichtl. Entwicklung i. d. verschiedenen Staaten.

### Politik

#### Partei
Pawlik war von 1974 bis 1991 CDU-Vorsitzender im Kreisverband Bremen-Nord.

#### Abgeordneter
Von 1983 bis 1991 gehörte Pawlik der Bremischen Bürgerschaft an.

### Öffentliche Ämter
Von 1992 bis 1995 war er Mitglied des Staatsgerichtshofs der Freien Hansestadt Bremen.

### Autor
1993 veröffentlichte Pawlik in der Reihe der Veröffentlichungen des Deutschen Schifffahrtsmuseums Bremerhaven den ersten Band Von der Weser in die Welt über Segelschiffe von der Weser, den er 2003, 2008 und 2020 fortsetzte.
1996 schrieb er eine Biographie über den Entdeckerkapitän Eduard Dallmann.

## Werke
- Von Sibirien nach Neu Guinea. Kapitän Dallmann, seine Schiffe und Reisen 1830–1896. Hauschild, Bremen 1996. ISBN 978-3931785253.
- Von der Weser in die Welt: Die Geschichte der Segelschiffe von Weser und Lesum und ihrer Bauwerften, 1770 bis 1893 (Schriften des Deutschen Schiffahrtsmuseums) Kabel Verlag, 1994, ISBN 978-3822502563
- Von der Weser in die Welt – Band 2: Die Geschichte der Segelschiffe von Weser und Hunte und ihrer Bauwerften, Hauschild, Bremen 2003. ISBN 978-3897571501
- Von der Weser in die Welt – Band 3: Bremen – Bremerhaven – Geestemünde, Hauschild, Bremen 2008. ISBN 978-3897573321
- Von der Weser in die Welt – Band 4: Die Geschichte der in England und Wales gebauten Segelschiffe, die an der Weser beheimatet waren, Batavian Lion International, Amsterdam 2020. ISBN 978-9067077279
- Von der Weser in die Welt – Band 5: Die Geschichte der in Schottland und Irland gebauten Segelschiffe, die an der Weser beheimatet waren., Batavian Lion International, Amsterdam 2020. ISBN 978 90 6707 728 6[7]
- Bernd Drechsler, Thomas Begerow, Peter-Michael Pawlik: Den Tod vor Augen. Die unglückliche Reise der Bremer Bark LIBELLE in den Jahren 1864 bis 1866, Bremen (Hauschild) 2007. ISBN 978-3-89757-333-8
- Henning Wätjen, Peter-Michael Pawlik, Eduard Wätjen (Hrsg.): Die Schiffe der Bremer Reederei D. H. Wätjen & Co. Kapitänsbilder aus 100 Jahren, Bremen (Schünemann) 2021. ISBN 978-3-7961-1130-3